# Claude Autant-Lara
Claude Autant-Lara (Luzarches, 5 agosto 1901 – Antibes, 5 febbraio 2000) è stato un regista, sceneggiatore, scenografo, attore e produttore cinematografico francese nonché politico del Front National. Venne eletto europarlamentare nel 1989.

## Biografia

### Origini e attività artistica
Figlio di un architetto, Èdouard Autant, e di un'attrice teatrale, Louise Lara, esordì nel 1923, dopo anni passati a lavorare come assistente per il regista René Clair. Colse il suo più grande successo dirigendo la discussa pellicola Il diavolo in corpo. Nel 1961 la questura di Roma proibì la proiezione del suo film Non uccidere, perché ritenuto capace di istigare all'obiezione di coscienza (all'epoca reato in Italia).

### Carriera politica: la breve attività di europarlamentare
Il 18 giugno 1989 fu eletto al Parlamento europeo come membro del Fronte Nazionale. In quanto deputato più anziano anagraficamente  fu chiamato a presiedere la seduta inaugurale. In quell'occasione, tenne anche un lungo discorso di apertura di stampo sciovinista e in chiave fortemente critico verso gli Stati Uniti d'America, tanto che numerosi eurodeputati lasciarono per protesta l'aula.
In conseguenza di alcune sue affermazioni alla stampa (dove si scagliava anche contro Simone Veil), fu incriminato su iniziativa del ministro della giustizia Pierre Arpaillange per insulti razzisti, diffamazione ed incitamento all'odio razziale. In altre circostanze aveva descritto le camere a gas naziste come «una sfilza di bugie». Il successivo scandalo portò alla rassegnazione delle dimissioni da eurodeputato. Fu anche espulso dall'Académie des beaux-arts, di cui era vice presidente.
Morì nel febbraio 2000 all'età di 98 anni. È sepolto a Parigi nel cimitero di Montmartre.

## Vita privata
Claude Autant-Lara fu sposato con Ghislaine Auboin (1912–1967) fino alla morte di lei.

## Filmografia
- Boul se met au verre (1929)
- Construire un feu (1930)
- Buster se marie (1931)
- L'Athlète incomplet (1932)
- Le plombier amoureux (1932)
- Ciboulette (1936)
- The Mysterious Mr. Davis (1936)

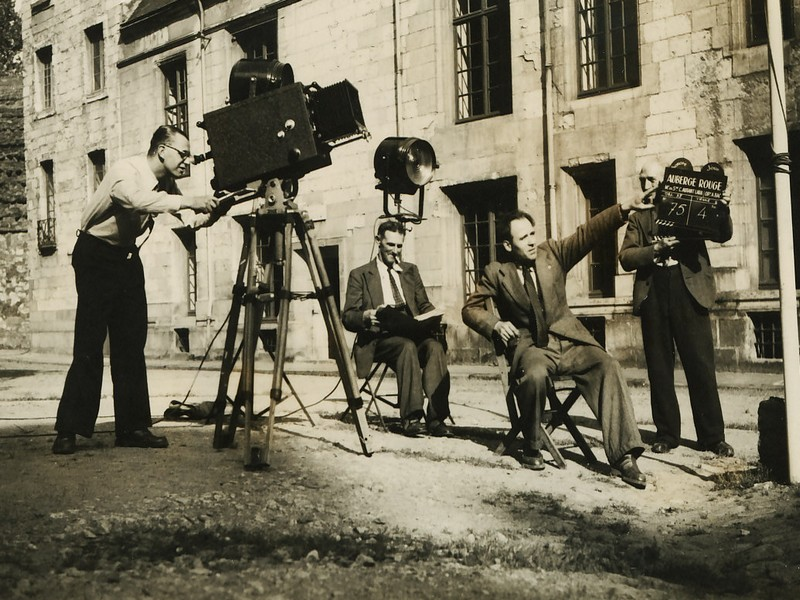
Claude Autant-Lara (seduto) sul set di Arriva Fra' Cristoforo... nel 1951

- L'affaire du courrier de Lyon (1937)
- Bufera d'amore (Le ruisseau), co-regia di Maurice Lehmann (1938)
- Fric-Frac, furto con scasso (1939)
- Le Mariage de Chiffon (1942)
- Lettres d'amour (1942)
- Evasione (Douce) (1943)
- Solo una notte (Sylvie et le fantôme) (1945)
- Il diavolo in corpo (Le Diable au corp) (1947)
- Occupati d'Amelia (Occupe-toi d'Amélie) (1949)
- Arriva Fra' Cristoforo! (L'auberge rouge) (1951)
- La superbia, episodio di I sette peccati capitali (1952)
- Una signora per bene (Le bon Dieu sans confession) (1953)
- Quella certa età (Le blé en herbe) (1954)
- L'uomo e il diavolo (Le rouge et le noir) (1954)
- Margherita della notte (Marguerite de la nuit) (1955)
- La traversata di Parigi  (La Traversée de Paris) (1956)
- La ragazza del peccato (En cas de malheur) (1958)
- Il giocatore (Le Joueur) (1958)
- La giumenta verde (La Jument verte) (1959)
- Il risveglio dell'istinto (Les régates de San Francisco) (1960)
- Il bosco degli amanti (Le bois des amants) (1960)
- I celebri amori di Enrico IV (Vive Henri IV... vive l'amour!) (1961)
- Il conte di Montecristo (Le Comte de Monte-Cristo) (1961)
- Non uccidere (Tu ne tueras point) (1961)
- La pila della Peppa (Le magot de Josefa) (1963)
- L'omicida (Le meurtrier) (1963)
- Umorismo in nero, episodio La Bestiole (1965)
- Pelle di donna (Journal d'une femme en blanc) (1965)
- Une femme en blanc se révolte (1966)
- Aujourd'hui, episodio di L'amore attraverso i secoli (Le plus vieux métier du monde) (1967)
- Le franciscain de Bourges (1968)
- Les patates (1969)
- Gloria (1977)